# Baronnie de Coligny
 (avril 2012).
Améliorez-le ou discutez des points à vérifier. 
 (avril 2012).
Si vous disposez d'ouvrages ou d'articles de référence ou si vous connaissez des sites web de qualité traitant du thème abordé ici, merci de compléter l'article en donnant les références utiles à sa vérifiabilité et en les liant à la section « Notes et références ».
Pour les articles homonymes, voir Coligny.
La baronnie de Coligny était le titre porté par la seigneurie de Coligny-le-Neuf, en tant qu'elle était tenue en direct du duc de Savoie. Elle est érigée en comté en 1564.